# Del Martin
Del Martin (1921. – 2008.) je bila američka lezbejska i feministička aktivistikinja, doktorica političkih znanosti, koja je zajedno sa svojom partnericom Phyllis Lyon, osnovala prvu društvenu i političku organizaciju lezbejki u SAD-u, u San Franciscu, 1955. godine Kćeri Bilitise. Radila je kao urednica njihovih novina, koje su bile prve lezbejske novine u SAD-u. Godine 1963. zajedno su ušle u Nacionalnu organizaciju za žene, kao prvi lezbejski par koji je to uradio. Bile su aktivne u lobiranju da ta organizacija uvrsti lezbejske teme kao feminističke. Vjenčale su se 2004. godine kao prvi lezbejski par koji je to učinio.
Zajedno su bile autorice sljedećih knjiga:
- Lezbejka/Žena,
- Lezbejska ljubav i oslobođenje,
- Tučene supruge